# Kevin Crossley-Holland

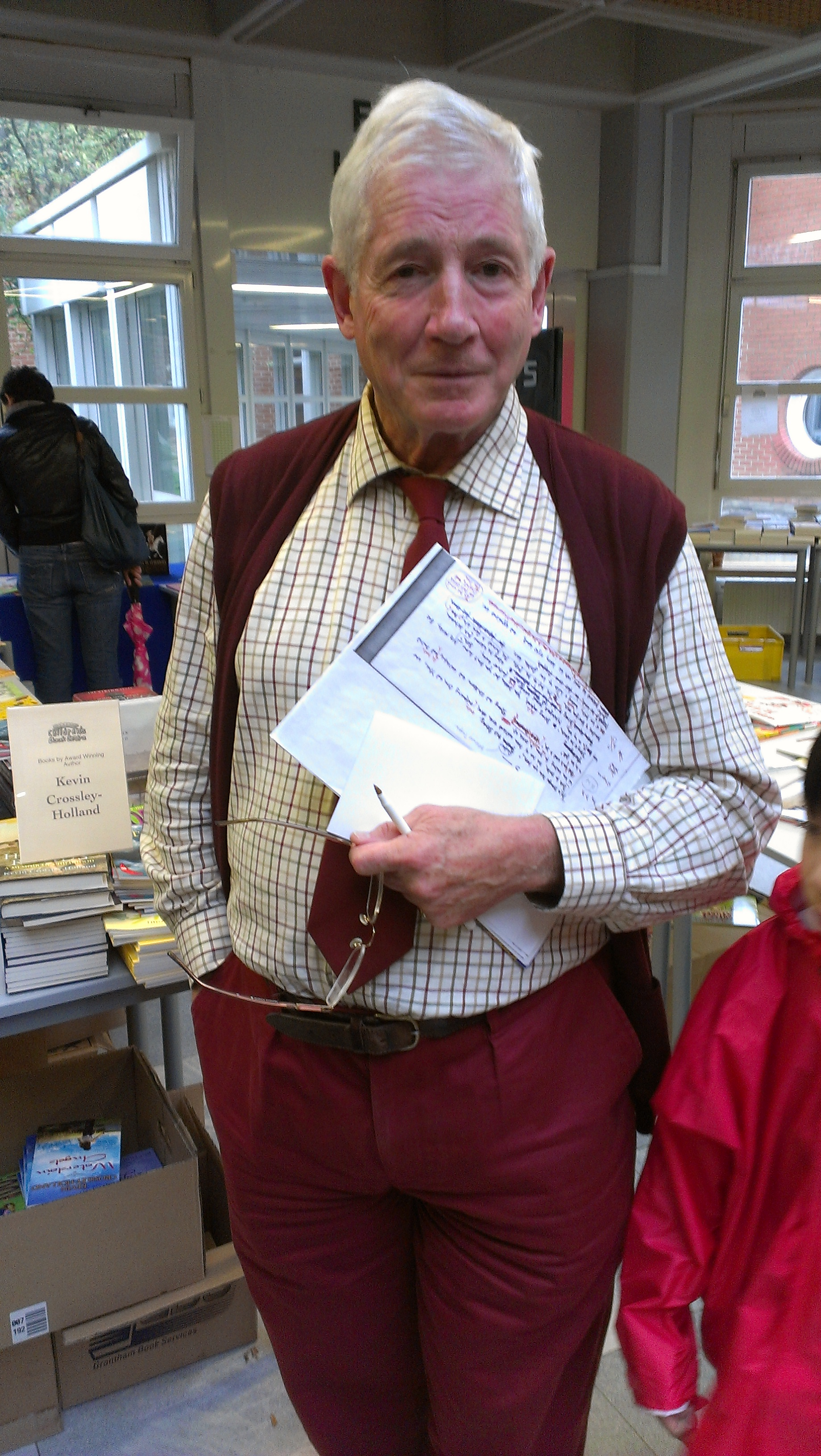
Kevin Crossley-Holland

Kevin John William Crossley-Holland (* 7. Februar 1941 in Mursley, North Buckinghamshire) ist ein britischer Kinder- und Jugendbuchautor, Dichter, Übersetzer und Mitglied der Royal Society of Literature.
Crossley-Holland wuchs in Whiteleaf auf, einer kleinen Stadt in den Chilterns. Er studierte Literatur am College  St Edmund Hall der Universität Oxford.

## Auszeichnungen
Crossley-Holland erhielt 1986 die Carnegie Medal für sein Buch Storm, 2000 den Smarties Prize für Arthur – The Seeing Stone (deutsch: Artus – Der magische Spiegel), den Guardian Children’s Fiction Award 2001 und den Tir na n-Og Award 2001.

## Werke
- The Rain-giver. London 1972 (Gedichte)
- Storm London 1975
- The Dream-House. London 1976 (Gedichte)
- Waterslain. London 1986 (Gedichte)
- Die Artus-Saga
  - Artus – Der magische Spiegel, Stuttgart 2003 (erster Band; englischer Originaltitel: Arthur – The Seeing Stone)
  - Artus – Zwischen den Welten, München 2004 (zweiter Band; englischer Originaltitel: Arthur – At the Crossing Places)
  - Artus – Im Schatten des Kreuzes, Stuttgart 2003 (dritter Band; englischer Originaltitel: Arthur – King of the Middle March)
- Gatty – Das Vermächtnis der Pilgerin. Boje Verlag GmbH, Köln 2007, ISBN 978-3-414-82060-0.